# Ramphocelus
A Ramphocelus a madarak osztályának verébalakúak (Passeriformes) rendjébe és a tangarafélék (Thraupidae) családjába tartozó nem.

## Rendszerezésük
A nemet Anselme Gaëtan Desmarest francia zoológus írta le 1805-ben, az alábbi fajok tartoznak ide:
- Ramphocelus sanguinolentus
- Ramphocelus flammigerus
- pirosfarcsíkú tangara (Ramphocelus passerinii)
- Ramphocelus costaricensis
- bíbortangara (Ramphocelus bresilius)
- kárminhátú tangara (Ramphocelus dimidiatus)
- Ramphocelus nigrogularis
- ezüstcsőrű tangara (Ramphocelus carbo)
- Ramphocelus melanogaster
- Ramphocelus icteronotus[2]